# Couleurs sur Paris
Couleurs sur Paris é o quarto álbum do Nouvelle Vague, lançado em 16 de novembro de 2010.

## Faixas
| N° | Faixa                       | Intérpretes                           | Artista original  | Duração |
| -- | --------------------------- | ------------------------------------- | ----------------- | ------- |
| 1  | Voilà les anges             | Coeur de Pirate                       | Gamine            | 3:36    |
| 2  | L'aventurier                | Helena Noguerra et Louis Ronan Choisy | Indochine         | 4:22    |
| 3  | Week-end à Rome             | Vanessa Paradis et Étienne Daho       | Étienne Daho      | 4:39    |
| 4  | Putain Putain               | Camille                               | TC Matic          | 3:10    |
| 5  | Marcia Baïla                | Adrienne Pauly                        | Les Rita Mitsouko | 4:18    |
| 6  | Anne cherchait l'amour      | Julien Doré                           | Elli et Jacno     | 3:47    |
| 7  | Ophélie                     | Yelle                                 | Jad Wio           | 3:28    |
| 8  | So Young But So Cold        | Charlie Winston                       | Kas Product       | 3:25    |
| 9  | Sandy Sandy                 | Soko                                  | Dogs              | 2:44    |
| 10 | Mala Vida                   | Olivia Ruiz                           | La Mano Negra     | 3:39    |
| 11 | Où veux-tu qu'je r'garde    | Emily Loizeau                         | Noir Désir        | 3:45    |
| 12 | Amoureux solitaires         | Hugh Coltman                          | Lio               | 2:10    |
| 13 | 2 People in a Room          | Cocoon                                | Stephan Eicher    | 3:29    |
| 14 | Sur ma mob                  | Mareva Galanter                       | Lili Drop         | 4:30    |
| 15 | Déréglée                    | Mélanie Pain                          | Marie France      | 2:37    |
| 16 | Je suis déjà parti          | Coralie Clément                       | Taxi Girl         | 4:11    |
| 17 | Oublions L'Amérique (Bonus) | Nadeah Miranda                        | Wunderbach        | 3:30    |
| 18 | Les ailes de verre (Bonus)  | Jeanne Cherhal                        | Marc Seberg       | 4:52    |